# Plaza de Toros de Zaragoza

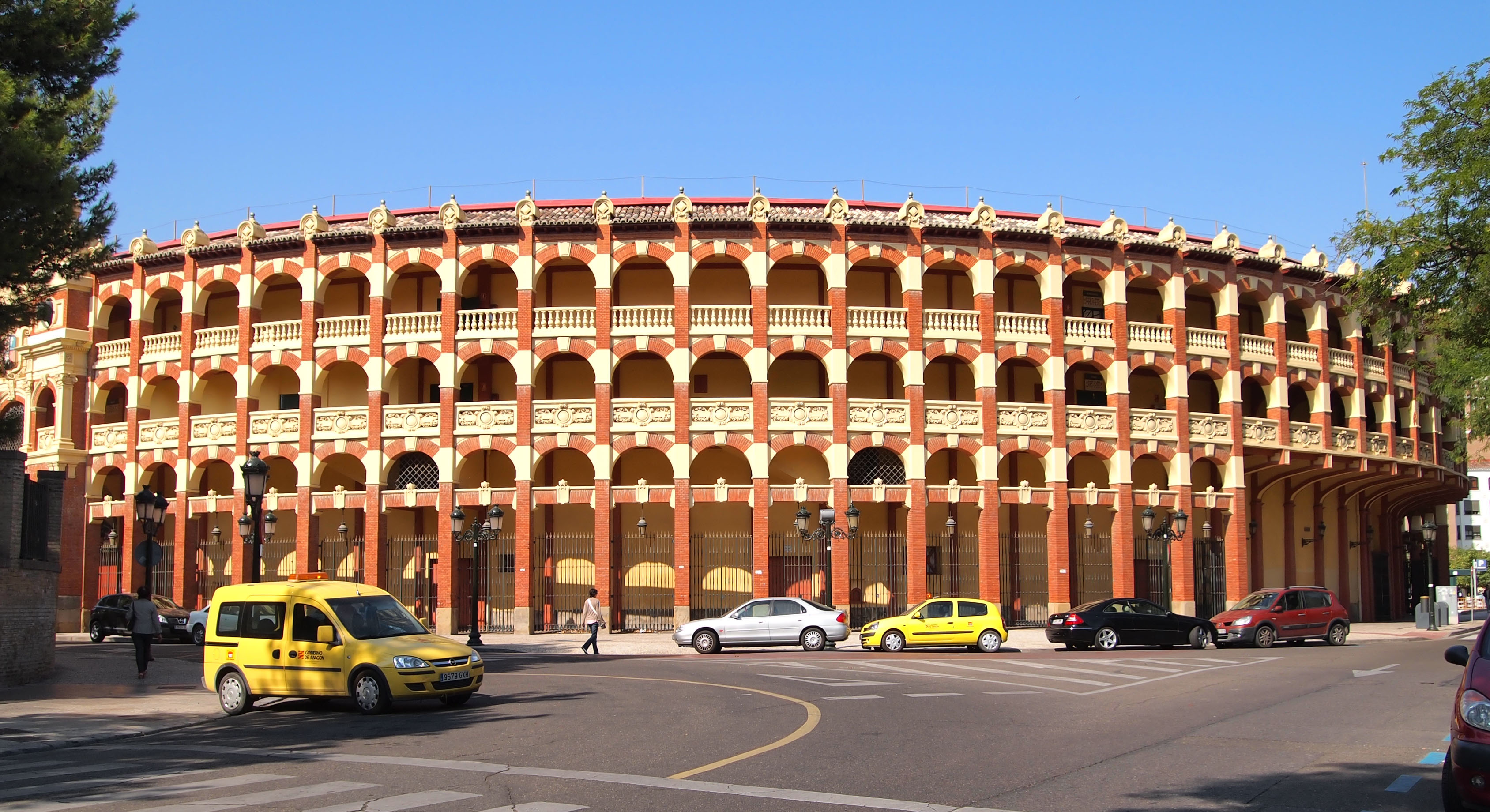
Plaza de Toros, Saragossa

Die Plaza de Toros in der aragonesischen Provinzhauptstadt Saragossa ist die zweitälteste Stierkampfarena Spaniens. Sie wurde jedoch im 19. und 20. Jahrhundert wiederholt umgebaut, so dass ihr ursprüngliches Erscheinungsbild nicht mehr bekannt ist.

## Geschichte
Ramón Pignatelli, der Leiter des städtischen Kranken- und Sterbehauses (Real Casa de Misericordia) sowie eines großen Kanalbauprojekts (Canal Imperial de Aragón) beauftragte im Jahr 1764 den Bau einer steinernen Stierkampfarena zum Zweck der Finanzierung des Hospizes. Ob er selbst und/oder sein Architekt die ältere Arena von Béjar in der Provinz Salamanca kannten, ist nicht bekannt. Nach einer Bauzeit von nur 70 Tagen (andere sprechen von 6 Monaten) wurde die Arena am 8. Oktober 1764 eingeweiht. Die ursprüngliche Anlage wurde später mehrfach repariert und modernisiert. Die letzten größeren Umbaumaßnahmen fanden in den Jahren 1916 und 2002 statt: Im Rahmen der ersteren wurde die Fassade völlig neu gestaltet und die Anzahl der Zuschauerplätze erhöht; im Zuge der letzteren wurde diese von ca. 14.300 auf etwa 10.000 reduziert.

## Architektur
Die Maße des aus Bruch- und Ziegelsteinen sowie zahlreichen Holzbalken errichteten Ursprungsbaus sind unbekannt; die heutige Arena hat einen Innendurchmesser von 48 m und einen Außendurchmesser von etwa 100 m. Die gesamte Arena kann durch ein Segeldach aus Teflonseide vollständig überdacht werden.